# Schwarzer Panther

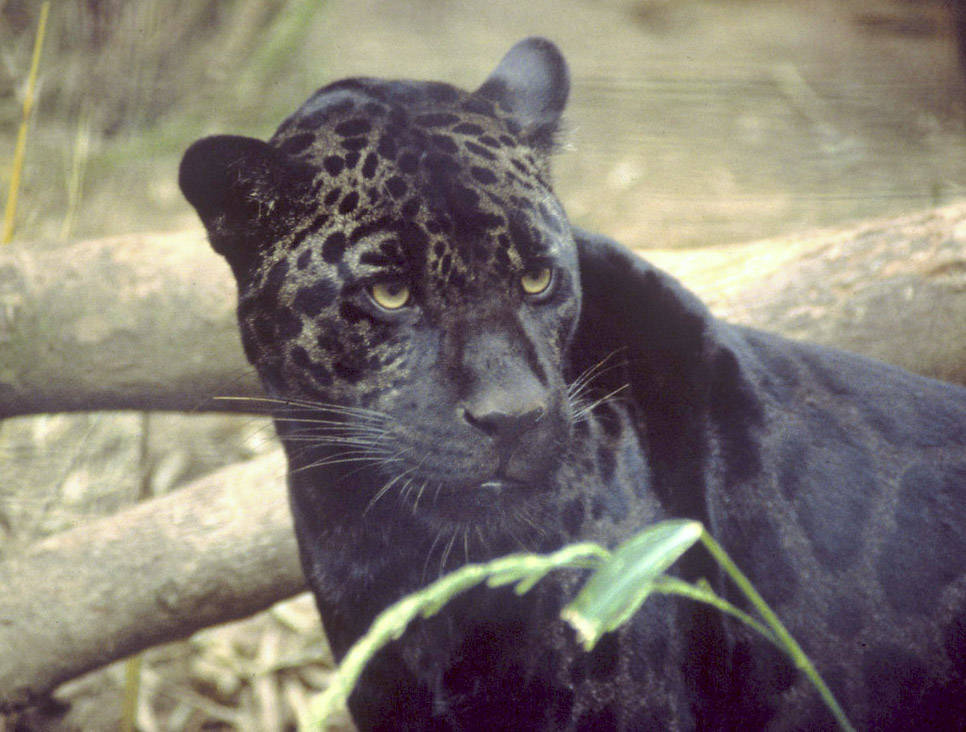
Schwarzer Jaguar (Panthera onca), gefleckte Fellzeichnung erkennbar

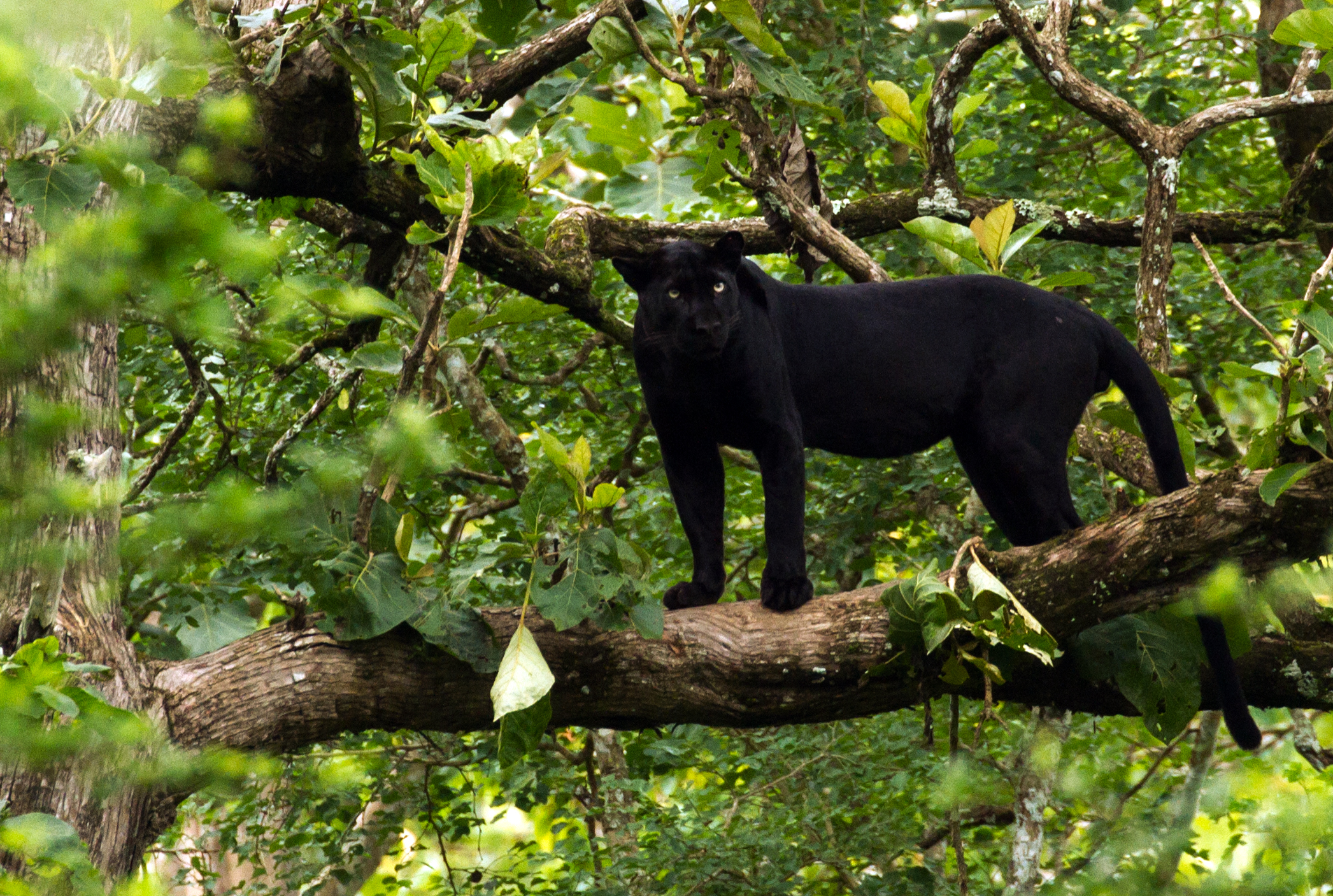
Schwarzer Leopard (Panthera pardus) in Indien

Ein schwarzer Panther (von 1996 bis 2024 auch Panter geschrieben) ist ein Leopard (Panthera pardus) oder Jaguar (Panthera onca), dessen Fell eine durchgehend schwarze Färbung statt wie üblich schwarze Rosetten auf einem gold-gelben Grund aufweist. Unter günstigen Lichtverhältnissen ist die eigentlich gefleckte Fellzeichnung aber immer noch zu erkennen. Es handelt sich bei diesen Panthern also nicht um eine eigene Art, sondern um eine Form des Melanismus.

## Beschreibung
Bei den Leoparden entsteht die Schwarzfärbung durch die Vererbung eines rezessiven Gens. Das rezessive Gen kann auch bei den normalfarbenen vorhanden sein, da es durch das dominante Gen, welches die Gelbfärbung bewirkt, unterdrückt wird und somit keinen Einfluss auf die Fellfarbe gewinnt. Eine Weitervererbung des rezessiven Gens durch normalfarbene Tiere ist möglich, so dass schwarze Leoparden in einem Wurf vorhanden sein können, sofern beide normalfarbigen Elternteile Träger des die Schwarzfärbung verursachenden rezessiven Gens sind.
Im Gegensatz zum Leoparden ist das die Schwarzfärbung verursachende Gen beim Jaguar dominant, so dass schwarze Jungtiere bereits dann auftreten können, wenn nur ein Elterntier das Gen aufweist. Dies bedeutet auch, dass normalfarbige Jungtiere entstehen können, wenn die Eltern schwarz gefärbt sind, jedoch beide Elternteile das rezessive Gen für die gemusterte Farbgebung in sich tragen.
Fellfarben entstehen durch die unterschiedliche Verteilung von Melaninen im Fell, das von den Melanozyten (Pigmentzellen) an die Fellhaare abgegeben wird. Man unterscheidet bei dem Farbstoff Melanin zwischen dem schwarzen Eumelanin, das dem Haar eine bräunliche bis schwärzliche Färbung verleiht, und Phäomelanin, das dem Fell eine gelbliche bis rotbraune Färbung verleiht. Das dominante Gen beim Jaguar sowie das rezessive Gen beim Leoparden bewirken eine höhere Produktion von Eumelanin.
Schwärzlinge treten insbesondere bei südostasiatischen Unterarten des Leoparden wie dem Java-Leoparden vermehrt auf. Man geht auch deshalb davon aus, dass zahlreiche Tiere, die in Zoos als schwarze Panther ohne Unterartstatus gehalten werden, Vertreter des seltenen Java-Leoparden sein dürften.
Auch in Afrika gibt es schwarze Leoparden. Im Rahmen der BBC-Serie Wildes Afrika (Erstausstrahlung in 2001) wurden im kenianischen Aberdare-Nationalpark schwarze Leoparden gefilmt. Sowohl in ihrer Lebensweise als auch in ihrem Paarungs- und Jagdverhalten unterscheiden sich Panther nicht von Leoparden.

## Schwarze Panther in Kultur und Medien
Das erste Kapitel von Karl Mays Roman Der Schatz im Silbersee ist mit „Der schwarze Panther“ überschrieben. Ein Menageriebesitzer führt auf einem auf dem Arkansas River verkehrenden Dampfer einen schwarzen Panther mit sich, der sich bei einer Vorführung vor den anderen Passagieren aus seinem Käfig befreit. Das Tier wird von einem jungen Indianer zum Sprung in den Fluss verleitet. Der Westmann Tante Droll erschießt ihn von einem Floß aus. Der schwarze Panther wird als besonders große und gefährliche Raubkatze dargestellt. So „zerkracht“ er den Kopf des Dompteurs, als dieser in den Käfig kriechen will, mit einem Biss „in Splitter und zu Brei“.
Auch in Friedrich Dürrenmatts Drama Der Besuch der alten Dame ist der schwarze Panther ein zentrales Symbol. Die Milliardärin Claire Zachanassian besitzt einen als Haustier und es lassen sich zahlreiche Parallelen zum Protagonisten Alfred Ill erkennen, den Claire in ihrer Jugend als „mein schwarzer Panther“ bezeichnet hat.
Ein weiterer bekannter fiktiver schwarzer Panther ist Bagheera aus Rudyard Kiplings Dschungelbuch. Im Unterschied zu dem als gefährliche Bestie dargestellten schwarzen Panther in der Erzählung von Karl May ist Bagheera als Beschützer und Berater des Findelkindes Mowgli eine positive Figur.
Der Superheld Black Panther aus den Marvel Comics trägt einen Panther-Anzug.
Auf dem Album-Cover des Thin-Lizzy-Albums Nightlife (1974) ist ein schwarzer Panther vor der Kulisse einer nächtlichen Großstadt abgebildet.

## Panther in der Militär- und Populärkultur der Vereinigten Staaten
Das rassengetrennte 761st Tank Battalion (1942–1955) der US-Streitkräfte hatte als Logo den Kopf eines schwarzen Panthers und den Spitznamen Black Panthers.
1966 wurde die revolutionär-sozialistische und schwarz-nationalistische Black Panther Party in Oakland im Bundesstaat Kalifornien gegründet.